# 양천제
양천제(良賤制)는 모든 백성을 양인(良人)과 천민(賤民)으로 나누는 동아시아의 신분 제도이며, 한국의 조선 시대에는 양인만 벼슬에 나갈수 있었다. 양천 신분제의 기본 골격은 유교 도덕성에 따라서 모든 인민을 양·천이라는 두 집단으로 구분하고 양자의 법제적 지위를 대칭적으로 설정하여 각각 상이한 권리·의무를 부여하는 것이라 할 수 있으며 중국의 한나라 때부터 시작되어 한반도에선 삼국시대 때부터 영향을 받았다. 이것은 도덕적 질서였기 때문에 실력과는 별로 상관이 없었다.

## 신량역천
조선 전기에는 양인보다 천인이 많아 사회적 문제가 되었다. 수종(隨從) ·조예 ·나장(羅將) ·일수(日守) ·조졸(漕卒) ·역졸(驛卒) ·봉수군(烽燧軍) 등에 종사하던 천인을 양인으로 올려 주었으나 입사권의 부여는 보류하였는데, 이를 신량역천 (身良役賤), 즉 몸은 양인이면서 일은 천인의 것을 하는 사람들이라는 뜻이다.
1. ↑  “우리역사넷”. 2025년 6월 16일에 확인함.
2. ↑  조선일보 (2021년 8월 3일). ““가짜 양반 엄택주를 영원히 노비로 삼으라” [박종인의 땅의 歷史]”. 2025년 6월 27일에 확인함.